# سيربرينكو ريبسيتش
سيربرينكو ريبسيتش مواليد 1 ديسمبر 1954 في شاميتس، جمهورية يوغوسلافيا الاشتراكية الاتحادية، هو لاعب كرة قدم بوسني سابق كان يلعب كلاعب وسط.

## المسيرة الاحترافية

### أندية لعب لها
- نادي ساراييفو
- النجم الأحمر بلغراد
- نادي فنربخشة
- ستاندارد لييج
- نادي غانغون

## روابط خارجية
- سيربرينكو ريبسيتش على موقع قاعدة بيانات كرة القدم.إي يو (الإنجليزية)
- سيربرينكو ريبسيتش على موقع ناشيونال فوتبول تيمز (الإنجليزية)
- سيربرينكو ريبسيتش على موقع عالم كرة القدم.نت (الإنجليزية)
- سيربرينكو ريبسيتش على موقع أوليمبيديا (الإنجليزية)